# Thure Andersson
Thure Elof Andersson (ur. 27 kwietnia 1907 w Ölme, zm. 20 stycznia 1976 w Karlstad) – szwedzki zapaśnik. Srebrny medalista olimpijski z Berlina.
Zawody w 1936 były jego jedynymi igrzyskami olimpijskimi. Walczył w stylu wolnym, zdobywając srebro w wadze półśredniej, do 72 kilogramów. Zwycięzcą został Amerykanin Frank Lewis, który miał korzystniejszy ogólny bilans punktowy, mimo że Andersson wygrał z nim przez położenie na łopatki. Andersson był srebrnym medalistą mistrzostw Europy w 1934.